# Humberstonita
La humberstonita és un mineral de la classe dels sulfats. S'anomena així en honor de James Thomas Humberstone, el qual va inventar el sistema Shanks per a fabricar carbonat de sodi.

## Classificció
Segons la classificació de Nickel-Strunz, la humberstonita pertany a «07.D - Sulfats (selenats, etc.) amb anions addicionals, amb H₂O, amb cations de mida mitjana i grans; amb NO₃, CO₃, B(OH)₄, SiO₄ o IO₃» juntament amb els següents minerals: darapskita, clinoungemachita, ungemachita, bentorita, charlesita, ettringita, jouravskita, sturmanita, thaumasita, carraraïta, buriatita, rapidcreekita, korkinoïta, tatarskita, nakauriïta, chessexita, carlosruizita, fuenzalidaïta i txeliabinskita.

## Característiques
La humberstonita és un sulfat de fórmula química K₃Na₇Mg₂(SO₄)₆(NO₃)₂(H₂O)₆ que cristal·litza en el sistema trigonal.

## Formació i jaciments
La humberstonita es troba formant agregats de cristalls hexagonals prims, incolors i transparents d'uns 0,30 mm d'ample. Es forma per lixiviació natural repetida de nitrats amb reprecipitació en beines irregulars per damunt de regolits. Sovint es troba associada a blödita i nitranita. S'ha descrit a Xile, Xina i Namibia.